# خلاصة النازلة التونسية

غلاف كتاب خلاصة النازلة التونسية

خلاصة النازلة التونسية هو كتاب من تأليف مَحمد بن عثمان السنوسي اهتم فيه بالتوثيق لأول تحرك قام به الوطنيون التونسيون بعد انتصاب الحماية الفرنسية في تونس، وذلك عام 1885.

## عموميات
ألف هذا الكتاب الشيخ مَحمد السنوسي الذي عاش فيما بين 1267 هـ-1851 م و1308 هـ-1900 م. وقد بقي الكتاب مخطوطا إلى أن عثر عليه الشيخ محمد الصادق بسيس بمكتبة الخلدونية، وقابله بنسخة ثانية كان يحتفظ بها محمد المنصف المنستيري، وقام بتحقيقه ليصدر عن الدار التونسية للنشر عام 1976 في 368 صفحة.

## المحتوى
النازلة هي القضية، وحينئذ فالكتاب يعنى بـالقضية التونسية. وقد طرحت المسألة إثر كتابة عريضة مستندة على حجج قانونية، تصور كيف أن نظام الحماية أرهق الأمة بالضرائب الثقيلة وأن الموظف الأجنبي احتل مراكز الوظائف وأبعد عنها أبناء البلاد وأن الحماية تسعى إلى طمس معالم الذاتية الدولية لتونس، وأبدى التظلم من مطالبة البلديين بدفع الأداءات المتأخرة وارتفاع الأسعار في استهلاك الماء المجلوب من زغوان إلى الحاضرة ورفض الاقتطاع من المقابر الإسلامية . وقد بلغ عدد الممضين على هذه العريضة ما يناهز الثلاثة آلاف شخص من عدول وعلماء وأئمة وتجار . وقد قابل وفد عن الممضين الوزير الأكبر محمد العزيز بوعتور، وتوجه معهم لمقابلة الباي علي باي ، ولما لم تقع الاستجابة لتلك المطالب تمت مقابلة الوزير الأكبر من جديد، وقد تضمن الكتاب الحوار الذي تم خلال تلك المقابلة. إلا أن نظام الحماية تمكن من إخماد تلك الحركة، واضطهد زعماءها، ، وصمد آخرون من بينهم الشيخ أحمد بن سالم الورتتاني. 
وينقسم إلى بابين:
- الباب الأول: عنوانه في تفصيل النازلة التونسية، وقد وردت فيه أسماء الممضين على العريضة.
- الباب الثاني: جاء تحت عنوان في نتائج النازلة التونسية، وقد كتب السنوسي في هذا الباب عن تفرق الكلمة والخذلان [4] ، نتيجة العقوبات التي سلطت على البعض من نفي وعزل عن التدريس.

وقد أورد المحقق سبع عشرة وثيقة كملاحق للكتاب، أولاها تقرير من وزير الخارجية الفرنسية، كما تضمنت لائحة في أسماء الأعيان الممضين (ص 299-300)، ومن الوثائق أيضا قرار الوزير الأكبر في إيقاف مرتبات بعض الوكلاء في النازلة.

## إشارات مرجعية
1. ↑  مَحمد السنوسي، خلاصة النازلة التونسية، تحقيق محمد الصادق بسيس، الدار التونسية للنشر، تونس 1976، ص 5
2. ↑  خلاصة النازلة، نفس المصدر، ص 50-51
3. ↑  خلاصة النازلة، المصدر نفسه، ص 64
4. ↑  نفس المصدر، ص 181